# Notoungulata
Ordre
Les Notoungulata sont un ordre fossile de mammifères ongulés, ayant vécu principalement en Amérique du Sud (quelques occurrences en Amérique Centrale et aux Etats-Unis) du Paléocène à la fin du Pléistocène entre −57 millions d'années et −5 000 ans. Les notongulés constituent le groupe le plus abondant et diversifié d'ongulés natifs d'Amérique du Sud, avec plus de 150 genres et 14 familles décrits, divisés en deux sous-ordres, les Typotheria et Toxodontia, et deux familles basales à divergence précoce, les Notostylopidae et Henricosborniidae. Les notongulés couvraient une large gamme de tailles et morphologies, allant d’espèces petites (< 1 kg) à très grandes (> 1000 kg), et avec des formes ressemblant à des animaux aussi disparates que les lapins et les rhinocéros,.

## Systématique
Découverts par Darwin lors de son voyage sur le HMS Beagle, le nom Notoungulata a été choisi plus tard par Roth en 1903 et signifie ongulés du Sud. Il a été affecté aux Eutheria par Carroll en 1988.
Les notongulés sont regroupés par des caractères spécifiques de l'oreille et des dents, notamment la présence du crochet les molaires supérieures. Le groupe des arctostylopides, mammifères paléogènes de l'hémisphère Nord, était autrefois considéré comme étroitement apparenté aux notongulés, en raison de similitudes dentaires aujourd'hui considérées comme convergentes entre les deux groupes.
En raison du caractère isolé de l'Amérique du Sud, de nombreux notongulés ont évolué de façon convergente vers des formes qui ressemblent à des mammifères présents sur d'autres continents.C'est notamment le cas de Pachyrukhos, un notongulé qui ressemble aux lapins et lièvres ou de Homalodotherium, dont l'apparence est proche de celle des chalicothères.
L'analyse des séquences de collagènes suggère que les notongulés sont étroitement liés aux Litopterna, un autre ordre d'ongulés d'Amérique du Sud, et que leurs plus proches parents vivants sont les périssodactyles (ongulés à doigts impairs ; rhinocéros, tapirs, équidés), formant ensembles le clade des Panperissodactyla,. Ils sont aussi regroupés dans le superordre des Meridiungulata avec les autres ordres d'ongulés natifs d'Amérique du Sud (ex : Astrapotheria, Xenungulata), même si les relations entre les différents ordres sont encore incertaines.

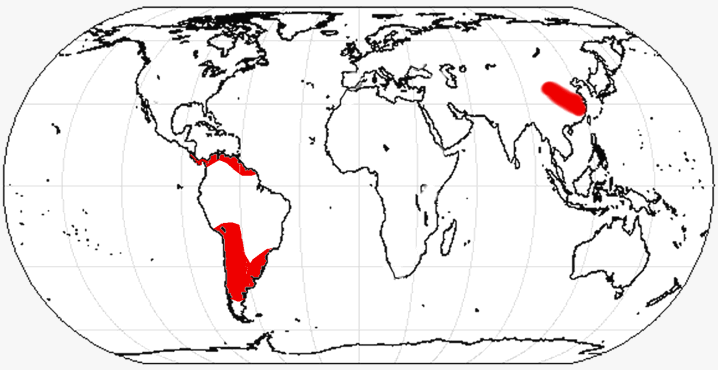
Distribution des fossiles découverts.

## Ordres et familles
Ordre Notoungulata - notongulés :
- Sous-ordre Notioprogonia
  - Famille Henricosborniidae
  - Famille Notostylopidae
- Sous-ordre Toxodonta
  - Famille Isotemnidae
  - Famille Leontiniidae
  - Famille Notohippidae
  - Famille Toxodontidae
  - Famille Homalodotheriidae
- Sous-ordre Typotheria
  - Famille Archaeopithecidae
  - Famille Oldfieldthomasiidae
  - Famille Interatheriidae
  - Famille Campanorcidae
  - Famille Mesotheriidae
- Sous-ordre Hegetotheria
  - Famille Archaeohyracidae
  - Famille Hegetotheriidae

## Histoire évolutive
Les premiers notongulés sont apparus au cours du Paléocène en Argentine et Bolivie. La diversité des Notoungulata ainsi que celle des autres ordres d'ongulés natifs d'Amérique du Sud explose ensuite lors de l'Eocène et de l'Oligocène. Malgré de nombreuses extinctions de familles au cours du Miocène, en particulier les Homalodotheriidae, les Leontiniidae et les Interatheriidae, la diversité des notongulés reste importante à cette période.
Les quatre grandes familles de notoungulés du Miocène (Toxodontidae, Interatheriidae, Mesotheriidae et Hegetotheriidae) ont toutes développé de manière indépendante des molaires à couronne haute (hypsodontes) voire à croissance continue (hypsélodontes). L'évolution de dents hypsodontes s'accompagne également d'une éruption dentaire accélérée. Ces innovations dentaires ont été rapprochées d'une modification du régime alimentaire en raison d'un refroidissement et d'une aridité croissante, mais également du volcanisme associé à l'orogénèse andine.
La diversité des notongulés s'effondre lors du Plio-Pléistocène, notamment lors du Grand échange faunique interaméricain avec l'arrivée de nombreux taxons nord-américains. Historiquement, ce déclin a été attribué à la compétition avec les nouveaux arrivants d'Amérique du Nord, bien que ce rôle ait probablement été surestimé et que les changements climatiques aient aussi eu un impact majeur. Des migrations de taxons sud-américains vers l'Amérique du Nord ont également eu lieu, mais concernant les notongulés, seul le toxodonte Mixotoxodon a migré vers l'Amérique centrale et l'Amérique du Nord, sa trace la plus septentrionale se trouvant au Texas.
Au cours du Pléistocène, les notongulés s'éteignent progressivement. Les derniers hégétothériidés sont connus au Pléistocène inférieur (une mention supposée du Pléistocène moyen est considérée comme douteuse). Le représentant le plus récent des Typotheria, est le mésothéridé Mesotherium, dont la dernière occurrence date de la fin du Pléistocène moyen, il y a environ 220 000 ans. Enfin, les tout derniers notoungulés appartiennent au Toxodontia avec les genres Toxodon, Mixotoxodon et Piauhytherium qui se sont éteints à la fin du Pléistocène supérieur, il y a environ 12 000 ans, dans le cadre de l'extinction de la mégafaune lors du Pléistocène supérieur et de l'Holocène, en même temps que la plupart des autres grands mammifères d'Amérique. Cette extinction coïncide avec l'arrivée des premiers hommes sur le continent américain et l'on pense qu'ils ont été un facteur majeur de l'extinction de la plupart de ces espèces.

### Publication originale
- (es) Roth, Santiago, « Noticias preliminares sobre nuevos Mamiferos fosiles del cretáceo superior y Terciario inferior de la Patagonia », dans Revista del Museo de La Plata, La Plata, Talleres de publicaciones del museo, 1903 (OCLC 604293939, lire en ligne), p. 133-158